# Letiště Jönköping
Letiště Jönköping (švédsky Jönköping flygplats, dřívější název Axamo flygplats) kód IATA: JKG, kód ICAO: ESGJ) je letiště v jižním Švédsku, asi 8 kilometrů jihozápadně od města Jönköping, ve stejnojmenném kraji. V těsném sousedství letiště (při jeho východním okraji) se rozkládá malé jezero Västersjön. Hlavní asfaltová dráha je orientována přibližně ve směru sever-jih (podél nejdelšího břehu jezera), zatímco krátká dráha s nezpevněným povrchem určená pro malá letadla je orientována přibližně ve směru východ-západ. V roce 2019 letiště přepravilo 66 601 cestujících (z toho  17 383 na vnitrostátních a  49 218 na mezinárodních linkách, 23. místo mezi švédskými letišti) a uskutečnilo se zde 4964 vzletů a přistání.

## Historie a současnost
Stavba letiště nedaleko města Jönköping (přes 100 tisíc obyvatel v roce 2020), které je hlavním městem stejnojmenného kraje a rozkládá při jižním konci jezera Vättern (druhé největší jezero ve Švédsku), začala v roce 1959 a byla uvedena do zkušebního provozu 20.  prosince 1960. Kompletně dokončeno bylo o necelý rok později a slavnostně otevřeno 3. září 1961 ministrem komunikací Göstou Skoglundem. Současná budova terminálu pochází z 90. let 20. století. Letiště se nachází v blízkosti přírodní rezervace Dumme mosse o rozloze 3096 hektarů, která byla zařazena na seznam mezinárodně významných mokřadů podle Ramsarské úmluvy. 

### Změna vlastníka letiště
Až do roku 2009 včetně letiště patřilo mezi 16 přímo vlastněných švédským státem. Ale již v roce 2009 bylo rozhodnuto oddělit řízení letového provozu od provozu letišť, součástí rozhodnutí o vzniku nové společnosti Swedavia byl též záměr postupně přenést vlastnická práva pro 6 menších letišť na místní nebo regionální samosprávu a ve státním vlastnictví ponechat pouze deset letišť. Rozhodnutí o vytvoření společnosti Swedavia potvrdil švédský parlament na podzim roku 2009, když schválil vládní návrh zákona. Vlastnická práva na letiště Jönköping (a letiště Skellefteå) byla převedena jako vůbec první, ještě před oficiálním vznikem společnosti Swedavia (ke kterému došlo 1 dubna 2010). Novým vlastníkem letiště se stala samospráva (municipalita) Jönköpingu, která pro provoz letiště založila společnost Jönköping Airport AB.

### Uzavření v důsledku pandemie covidu-19
Jako některá další menší regionální letiště ve Švédsku, i letiště Jönköping se dlouhodobě potýkalo s poklesem cestujících. Nejvíce cestujících (252 241) bylo odbaveno v roce 1998, od té doby jejich počet (s menšími výkyvy) stále klesal (viz též sekce Statistiky letiště). Dlouhodobě provozované byly chartery do Řecka (Chania: společnost Aegan a Zakyntos: společnost Novaiar) a do Turecka (Antalya: Sunclass Airlines), ale vzhledem k jejich sezónnosti nemohly zvrátit dlouhodobý sestupný trend celkového počtu přepravených cestujících. Pokud jde o pravidelné linky, mezinárodní trasa do Kodaně byla několikrát zrušena a znova zavedena. I provoz na nejvyužívanější trase do hlavního města Stockholmu řadu let klesal, až byla v roce 2020 také zrušena a následně bylo uzavřeno celé letiště v důsledku pandemie covidu-19, kdy i na velkých letištích meziročně provoz poklesl o 70, 80 i více procent. Po uzavření místního letiště  mnozí obyvatelé volí cestu autem nebo vlakem na velká letiště: nejblíže je Göteborg Landvetter (po silnici asi 140 km), Stockholm je vzdálen přibližně 320 km. Případné znovuotevření letiště Jönköping i po skončení pandemie je proto značně nejisté.

## Statistiky letiště
| Rok  | Cestujících | Bazický index (2011 = 100) | Meziroční změna [%] |
| ---- | ----------- | -------------------------- | ------------------- |
| 2011 | 82 805      | 100                        | ▲13,4               |
| 2012 | 77 670      | 94                         | ▼-6,2               |
| 2013 | 93 993      | 114                        | ▲21,0               |
| 2014 | 95 133      | 115                        | ▲1,2                |
| 2015 | 106 923     | 129                        | ▲12,4               |
| 2016 | 112 506     | 136                        | ▲5,2                |
| 2017 | 113 809     | 137                        | ▲1,2                |
| 2018 | 100 504     | 121                        | ▼-11,7              |
| 2019 | 66 601      | 80                         | ▼-33,7              |
| 2020 | 12 172      | 15                         | ▼-81,7              |

## Fotogalerie

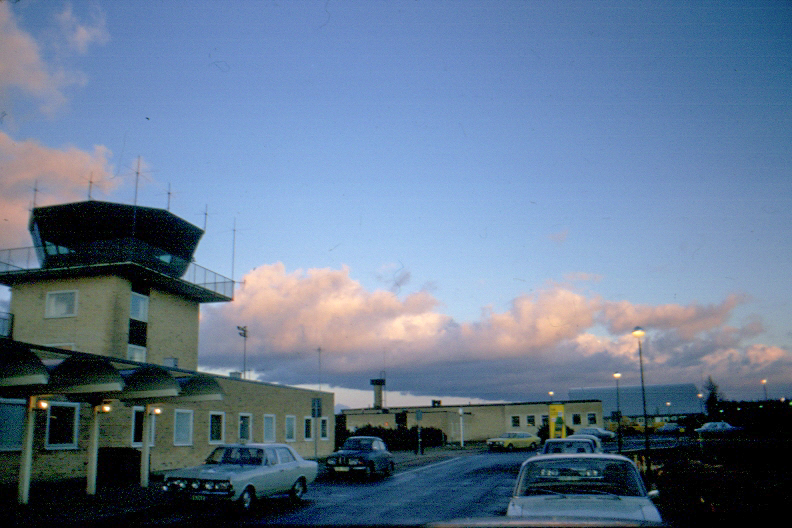
Stará budova letiště v roce 1973
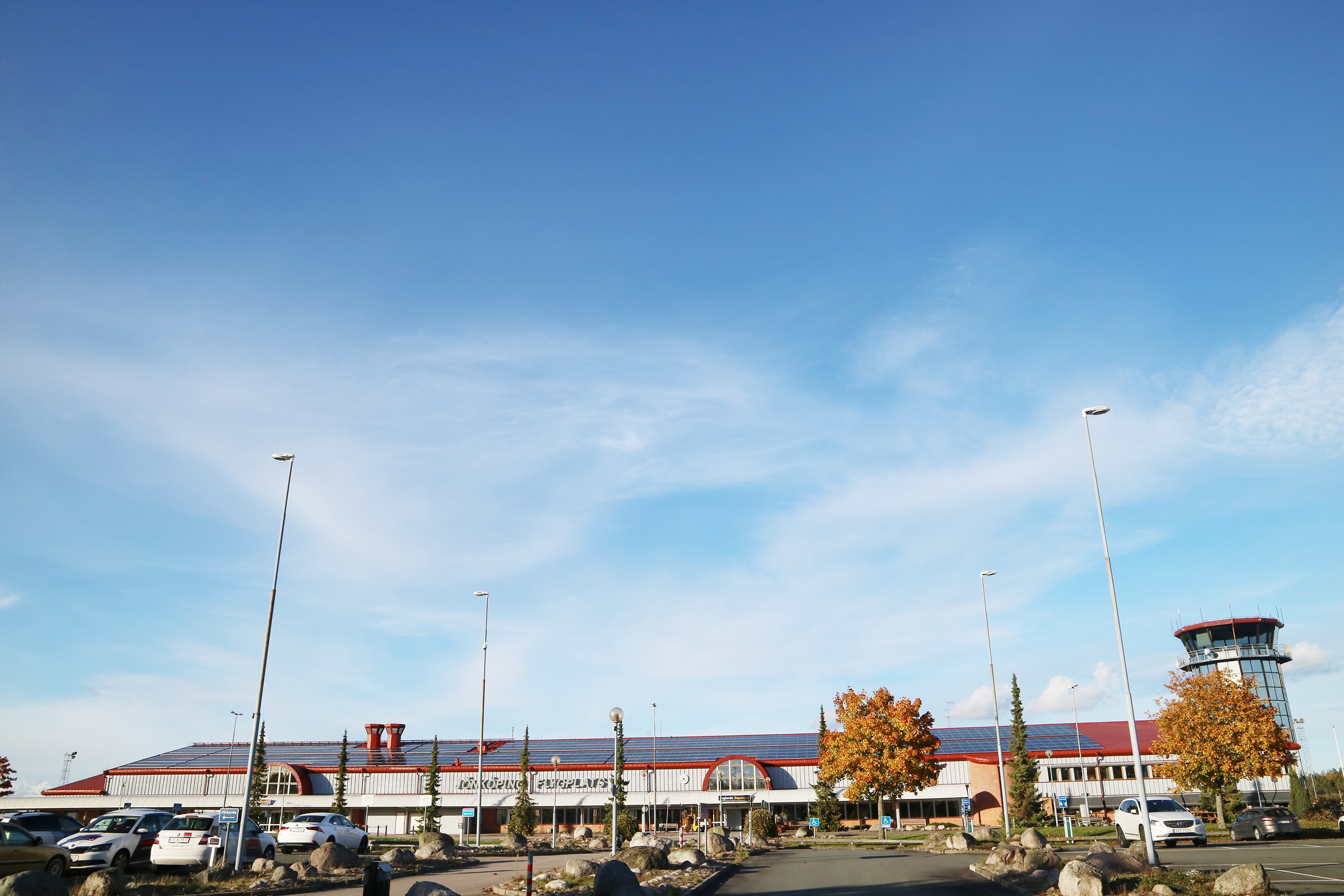
Letiště v roce 2018
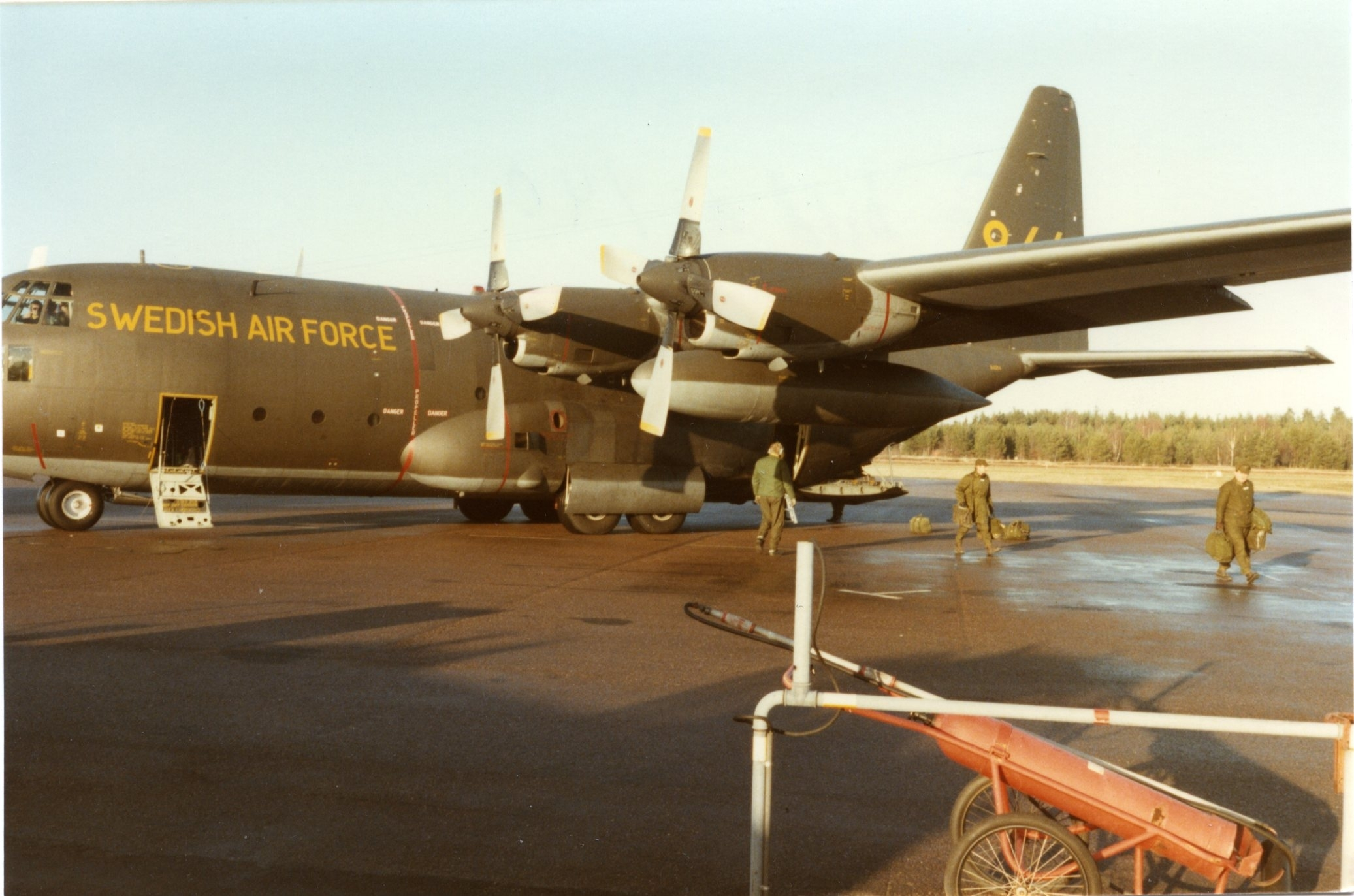
Lockheed C-130 Hercules na letišti Jönköping (1983)